# Nonogasta
Nonogasta es una  localidad en el departamento Chilecito, provincia de La Rioja, Argentina. Se encuentra situada en un valle por donde discurre el río Grande o de los Sauces.
Se vincula con las rutas nacionales RN 40 (km 3859) y RN 74 (km 1198-término) a 18 km de Chilecito.

## Geografía

### Población
Cuenta con 6,937 habitantes (Indec, 2010), lo que representa un incremento del 26% frente a los 5,486 habitantes (Indec, 2001) del censo anterior. Esta cifra la situaba como la 6.ª ciudad de la provincia.
| Gráfica de evolución demográfica de Nonogasta entre 1991 y 2010 |
|                                                                 |
| Fuente: Censos nacionales del INDEC                             |

### Sismicidad
La sismicidad de la región de La Rioja es frecuente y de intensidad baja, y un silencio sísmico de terremotos medios a graves cada 30 años en áreas aleatorias. Sus últimas expresiones se produjeron:
- 12 de abril de 1899 (126 años), a las 16.10 UTC-3 con 6,4 Richter; como en toda localidad sísmica, aún con un silencio sísmico corto, se olvida la historia de otros movimientos sísmicos regionales (terremoto de La Rioja de 1899)
- 24 de octubre de 1957 (67 años), a las 22.07 UTC-3 con 6,0 Richter (terremoto de Villa Castelli de 1957): además de la gravedad física del fenómeno se unió el olvido de la población a estos eventos recurrentes
- 28 de mayo de 2002 (23 años), a las 0.03 UTC-3, con 6,0 escala Richter (terremoto de La Rioja de 2002)[1]

## Economía

### Industria vitivinícola y de frutales de carozo
Ha logrado entrar al competitivo mercado mundial. Se puede citar la "Bodega La Rioja", con viñedos de cepas tintas (Cabernet Sauvignon, Merlot, Lambrusco, Bonarda), y cepas blancas (Torrontés Riojano, Riesling Renano, Pinot de la Loire, Moscatel, Chardonnay).

### INTA
Intensa vinculación con la experimentación y extensión que desarrolla esta Agencia Federal en la región:
- poda, reconversión varietal, conducción de plantas adultas y nuevas, control fitosanitario en el olivo, "Consorcio de Usuarios de Riego de Nonogasta"
- poda, reconversión varietal, conducción de plantas adultas y nuevas, control fitosanitario en frutales de carozo, "Consorcio de Usuarios de Riego de Nonogasta"
- cultivo del olivo, manejo y situación del mercado nacional e internacional, "Instituto Superior de Formación Técnica Nonogasta"

### Yoma Curtiembres
Importante empresa con su "Planta Nonogasta".

## Turismo

### Turismo Minero
1. El Funicular de Chilecito, llamado Cablecarril de Mina La Mejicana
2. Hornos de fundición de minerales, desde principios del siglo XVIII hasta la puesta en funcionamiento del horno de fundición de Santa Florentina, en 1907.
3. Santa Florentina. El horno más importante del circuito, en ruinas
4. Nonogasta. Horno
5. Vichigasta. Horno
6. Patayasco. Horno
7. San Miguel, restos conservados
8. Capayán, Tilimuqui y Santa Florentina: trapiches

#### Ruta del mineral de hierro
- Recorrido del cable carril por 35 km, desde la sierra del Famatina a 4600 m s. n. m.
- Estación N.º 1 del cable carril
- Estación N.º 2 El Durazno, a 9 km (1550 m s. n. m.)
- Estación N.º 3 El Parrón, pegada al "Puesto La Ensenada", RP 14, 1.974 msnm
- Estación N.º 4, se continúa por un sendero uniendo las demás estaciones por caminos de cornisa
- Estación N.º 5 “Cueva de Romero”, a 2.700 msnm, a 24 km de Chilecito
- Estación N.º 6 “El Cielito”, a 3.250 msnm
- Estación N.º 7 “Calderita Nueva”
- Estación N.º 8 “Los Bayos” a 4.370 msnm
- Estación N.º 9 “Upulungos” a 4.620 msnm

## Monumento que recuerda a Carlos Menem (h)
Un monolito erigido en Nonogasta, en el cruce de la ruta 40 y las vías del Ferrocarril Belgrano, recuerda a Carlos Facundo Menem, hijo del expresident Carlos Saúl Menem, fallecido en un accidente aéreo.

## Personalidades
1. Coronel Nicolás Dávila, que auxilió al Libertador General José de San Martín, en Copiapó
2. Joaquín Víctor González
3. miembros de la familia Yoma

## Religión
| Diócesis  | La Rioja                        |
| --------- | ------------------------------- |
| Parroquia | Nuestra Señora de la Candelaria |

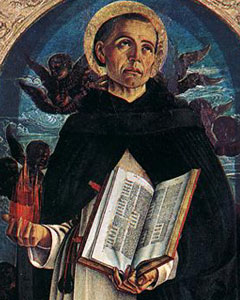
San Vicente Ferrer es el santo patrono de Nonogasta y se lo celebra el tercer domingo de octubre.

Además, hay presencia de numerosas congregaciones protestantes en sus múltiples vertientes.